# Бычков, Фёдор Николаевич
Фёдор Николаевич Бычков (1792 или 1793 — 1883) — русский военный деятель, генерал-лейтенант в отставке.

## Биография
Родился в Рыбинске Ярославской губернии, по одним сведениям — 30 марта (10 апреля) 1792 года, по другим — 31 марта (11 апреля) 1792 года.
Первый военный чин получил в ноябре 1807 года. В 1839 году награждён орденом Св. Анны 2-й степени; в 1846 году была пожалована императорская корона к этому ордену.
Генерал-майор с 26 ноября 1852 года. Был назначен командиром Кронштадтского артиллерийского гарнизона. В 1850 году награждён орденом Св. Владимира 3-й степени, в 1854 году — орденом Св. Станислава 1-й степени, в 1857 году — орденом Св. Анны 1-й степени и знаком отличия за 45 лет беспорочной службы.
Вышел в отставку в конце 1861 года с присвоением чина генерал-лейтенанта.
Умер 28 января (9 февраля) 1883 года. Был похоронен в селе Покровском Рыбинского уезда Ярославской губернии.

## Семья
Был дважды женат.
Первая жена, с 1815 года, Варвара Афанасьевна, урождённая Обручева (26.10.1793—02.05.1826). Их дети:
- Николай (1816 — до 1823).
- Афанасий (1818—1899).
- Елена (1820—1864).
- Анна (род. 1820), Николай (род. 1823) и Александра (род. 1826) — умерли в младенчестве.

Вторая жена Эмилия Карловна фон Шанц (1806—1880). От первого брака у неё было 3 сына и 3 дочери. Во втором браке — 2 сына и дочь:
- Фёдор (1831 — ок. 1898) — был преподавателем Пажеского корпуса, открывшим в Санкт-Петербурге в 1869 году школу, выросшую в гимназию и реальное училище Гуревича.
- Елизавета (1834—1842).
- Александр (1844 — после 1880).